# Stanisław Lurski
Stanisław Lurski (ur. 27 września 1893 w Starej Soli, zm. 16 lipca 1942 w KL Auschwitz) – kapitan rezerwy intendent Wojska Polskiego.

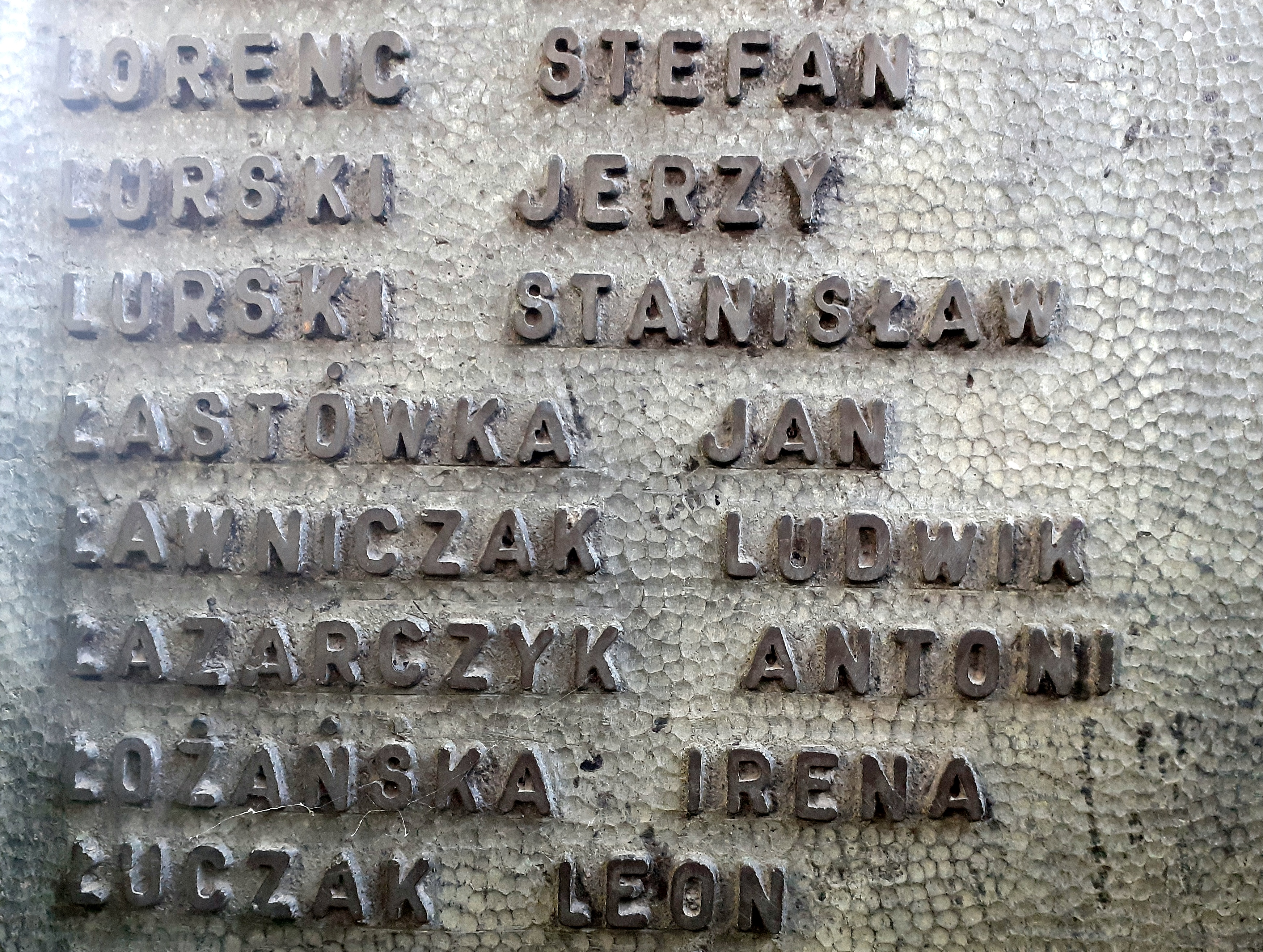
Upamiętnienie na Mauzoleum w Sanoku

## Życiorys
Stanisław Lurski urodził się 27 września 1893 w Starej Soli jako syn Karola i Marii z domu Grzegorzewicz. Był bratem Franciszka (1895-1963, major intendent Wojska Polskiego) i Kazimierza (ur. 1898 podporucznik rezerwy piechoty Wojska Polskiego, oficer Straży Granicznej, żołnierz armii gen. Andersa). Kształcił się w C. K. Gimnazjum Arcyksiężniczki Elżbiety w Samborze, gdzie w 1914 ukończył IV klasę. W roku szkolnym 1912/1913 uczył się w IV klasie C. K. Gimnazjum im. Franciszka Józefa w Drohobyczu.
Po zakończeniu I wojny światowej został przyjęty do Wojska Polskiego. Awansowany na stopień kapitana rezerwy w korpusie ofierów administracyjnych dział gospodarczy ze starszeństwem z 1 czerwca 1919. W 1923, 1924 był oficerem rezerwowym Okręgowego Zakładu Gospodarczego I. W 1934 jako kapitan rezerwy intendent pozostawał wówczas w ewidencji Powiatowej Komendy Uzupełnień Warszawa Miasto III.
Pod koniec lat 30. był działaczem Białego Krzyża w Drohobyczu. Z zawodu był kupcem.
Po wybuchu II wojny światowej był oficerem intendentury w Szefostwo Intendentury Dowództwa Grupy Obrony Lwowa. W trakcie trwającej okupacji niemieckiej prowadził założoną jeszcze przed 1939 fabrykę świec w Sanoku (w tym mieście przed wojną zamieszkał jego brat Franciszek; w fabryce świec pracował m.in. Mieczysław Przystasz). Działał w konspiracji w ramach Związku Walki Zbrojnej na obszarze ziemi sanockiej. Aresztowany przez Niemców został przewieziony 25 marca 1942 do KL Auschwitz, gdzie otrzymał numer obozowy 27211 i poniósł tam śmierć 16 lipca 1942.
Stanisław i Jerzy Lurscy zostali upamiętnieni wśród innych osób wymienionych na jednej z tablic Mauzoleum Ofiar II Wojny Światowej na obecnym Cmentarzu Centralnym w Sanoku, na którym został pochowany ich brat Franciszek Lurski.

## Odznaczenie
- Krzyż Niepodległości (17 września 1932, „za pracę w dziele odzyskania niepodległości”)[18][a]